# Piece of Cake
Piece of Cake je v pořadí čtvrté album americké grungeové kapely Mudhoney. Bylo nahráno i vydáno v roce 1992 a bylo to první album, které Mudhoney vydali pod vydavatelstvím Reprise Records.

## Seznam skladeb
1. "[Untitled 1]" – 0:38
2. "No End In Sight" – 3:34
3. "Make It Now" – 4:25
4. "When In Rome" – 3:55
5. "[Untitled 2] – 0:25
6. "Suck You Dry" – 2:34
7. "Blinding Sun" – 3:39
8. "Thirteenth Floor Opening" – 2:31
9. "Youth Body Expression Explosion" – 1:59
10. "I'm Spun" – 4:04
11. "[Untitled 3]" – 0:40
12. "Take Me There" – 3:32
13. "Living Wreck" – 3:30
14. "Let Me Let You Down" – 3:57
15. "[Untitled 4]" – 0:29
16. "Ritzville" – 2:38
17. "Acetone" – 4:15